# Lijst van afleveringen van Knight Rider (2008)
Dit is een lijst van afleveringen van de serie Knight Rider uit 2008.
| 1. A Knight in Shining Armor | 24 september 2008 | 1 maart 2009     |
| Gekleed in gala, woont Mike Traceur een elegante cocktailparty bij op een buitenlands consulaat met een mooie vrouw aan zijn arm. Spioneren ze een kale man met een aktetas, hij nadert de vrouw en fluistert dat hij het pakket in zicht heeft, maar er is geen reactie van zijn partner Sarah. KITT vindt haar in de kluiskamer, waar Mike behoort te zijn. |                   |                  |
| 2. Journey to the End of the Knight | 1 oktober 2008    | 8 maart 2009     |
| Mike en KITT racen door de woestijn, wanneer Torres vertelt dat ze hun doelwit (Johnny en Ian Chang) niet moeten onderschatten. Mike maakt gebruik van zijn oude vriend uit Irak, barman Sean Owens, om dicht bij de broers te komen en vervolgens uit te vinden hoe ze Amerikaanse militaire technologie smokkelen overzee. |                   |                  |
| 3. Knight of the Iguana | 8 oktober 2008    | 15 maart 2009    |
| Sarah treft Billy en Mike aan in de garage terwijl zij aan het spelen zijn met een supersoaker. Sarah wordt boos omdat ze door de ramen van KITT spuiten, en KITT is alleen waterbestendig als de ramen dicht zijn. Torres breekt het spelletje af met nieuws over een nieuwe missie. |                   |                  |
| 4. A Hard Day's Knight | 15 oktober 2008   | 22 maart 2009    |
| Wanneer ze ’s nachts door de woestijn rijden, maakt KITT Mike wakker en hij wijst Mike er op dat hij nog steeds is uitgeput van zijn laatste missie. KITT heeft bestanden voor een nieuwe missie geüpload, zodat hij deze kan inzien vanuit de auto. KITT is bezorgd over het feit dat Mike een gala met Sarah zal missen, als hij deze missie aanneemt. |                   |                  |
| 5. Knight of the Hunter | 22 oktober 2008   | 29 maart 2009    |
| Mike kijkt voetbal als KITT door de Arizona woestijn rijdt. KITT dringt er bij Mike op aan om nogmaals naar de informatie van mijn nieuwe missie te kijken. Mike vertelt KITT dat hij niet alles hoeft te doen wat hem wordt opgedragen. Sarah belt Mike om te vertellen dat er nieuwe updates zijn voor de transformaties van KITT. Wanneer Mike vraagt of ze al plannen heeft voor haar verjaardag dit weekend, zegt ze dat ze niks wil doen met haar verjaardag! Mike vindt dit geen goed idee en belooft haar mee uit te nemen als hij terug is van zijn missie.                        |                   |                  |
| 6. Knight of the Living Dead | 5 november 2008   | 12 april 2009    |
| Halloween heeft een nare afloop als er iemand wordt vermoord van het Knight Industries-team Een infiltrant vermoordt een technicus binnen het hoofdkwartier van Knight Industries, en het team moet er achter zien te komen wie dat heeft gedaan voordat er meer doden vallen. Inmiddels zitten Mike (Justin Bruening) en Sarah (Deanna Russo) in het vliegtuig, waar ze KITT proberen te stoppen, voordat hij zichzelf vernietigt. |                   |                  |
| 7. I Wanna Rock & Roll All Knight | 12 november 2008  | 19 april 2009    |
| Een crimineel duo is in het bezit van de congresbanden en dreigt om de geheimen van Knight Industries te openbaren. Mike en KITT krijgen de opdracht om agent Rivai te redden! |                   |                  |
| 8. Knight of the Zodiac | 19 november 2008  | 26 april 2009    |
| Mike gaat undercover in Las Vegas om een witwaspraktijk te onderzoeken. Billy vergezelt Mike en KITT voor de missie, maar verzeilt in een romantisch avontuur van zichzelf. Inmiddels heeft dr. Graiman de handen vol aan een oude rivaal en voormalige vlam, die komt om te beoordelen hoe "groen" de KITT-grot is. |                   |                  |
| 9. Knight fever | 31 december 2008  | 3 mei 2009       |
| KITT krijgt te maken met een computervirus. Mike moet proberen de verspreiding van het computervirus dat de hele wereld zal doen smelten te stoppen. De opdracht wordt veel moeilijker wanneer ook KITT het virus krijgt! Mike wordt jaloers wanneer de oude vlam van Sarah weer contact met haar opneemt. Maar hij kan misschien de oplossing zijn van zijn opdracht. |                   |                  |
| 10. Don't Stop the Knight | 7 januari 2009    | 10 mei 2009      |
| Mike krijgt de opdracht om een buitenlandse Ambassadeur te redden, die is ontvoerd. Dr. Graiman en Sarah hebben hun handen vol aan een zieke robot. |                   |                  |
| 11. Day Turns Into Knight | 14 januari 2009   | 31 mei 2009      |
| Mike en KITT vervoeren een terroristen atoombom, Mike probeert de bom onschadelijk te maken terwijl KITT 160 km per uur rijdt om te zorgen zo ver mogelijk van de bewoonde wereld te zijn. De agent Ravai vindt aanwijzingen waar de terrorist zich verbergt terwijl Sarah ernstig nieuws over haar vader ontvangt |                   |                  |
| 12. Knight to King's Pawn | 21 januari 2009   | 7 juni 2009      |
| Sarah rouwt over de dood van haar vader. Nu hij dood is wordt Knight Industries door de regering overgenomen. KITT wordt in beslag genomen door de NSA omdat zijn onderdelen nodig zijn voor een experimentele militaire voertuig genaamd KARR |                   |                  |
| 13. Exit Light, Enter Knight | 28 januari 2009   | 14 juni 2009     |
| Mike probeert een bankoverval te verijdelen, maar wordt gegijzeld en verliest het contact met KITT. Wanneer hij in de kluis is beseft hij dat de gijzelnemers het niet om het geld gaat, maar wat er in een persoonlijk kluisje van een maffia-advocaat ligt; de accountnummers en de toegangscodes van de buitenlandse bankrekeningen van zijn cliënten. Wanneer een SWAT team in de buurt komt probeert KITT ze te waarschuwen voor de springladingen die in het gebouw zijn geplaatst. Mike probeert er ondertussen achter te komen wat de ontsnappingsplannen van de gijzelnemers zijn. |                   |                  |
| 14. Fight Knight | 4 februari 2009   | 28 juni 2009     |
| Mike helpt een legermaatje met het onderzoeken van de dood van een legersergeant die betrokken was bij een illegale gevechtsclub. |                   |                  |
| 15. Fly By Knight | 11 februari 2009  | 19 juli 2009     |
| Mike probeert een vermiste jongen te vinden die een getuige is in een onderzoek naar een drugsdealer. Wat de zaken moeilijker maakt is het feit dat Mike door de DEA wordt opgepakt voor het in de weg lopen bij hun onderzoek. |                   |                  |
| 16. Knight and the City | 18 februari 2009  | 2 augustus 2009  |
| Mike krijgt het gevoel dat er iets bijzonders aan de hand was met de doodsoorzaak van een bareigenaar, wiens bar nu overgenomen is door een ongure bende. |                   |                  |
| 17. I Love the Knight Life | 4 maart 2009      | 16 augustus 2009 |
| Mike en KITT proberen een gestolen serum, dat de fysieke capaciteiten van een persoon maximaliseert, terug te krijgen voordat het in de verkeerde handen belandt. Geholpen door Billy komt Mike meer te weten over het serum, wat hem helpt de nu wel erg sterke dief op te pakken. Ondertussen beseft Sarah hoeveel werk het eigenlijk is om de FLAG opnieuw op te zetten. |                   |                  |